# Bitwa na równinie Czałdyran
Bitwa na równinie Czałdyran – bitwa stoczona 23 sierpnia 1514/2 radżaba 920 roku między armią Turków Osmańskich a wojskami Safawidów na równinie Czałdyran na Wyżynie Armeńskiej, zakończona zwycięstwem Osmanów.

## Tło konfliktu i siły przeciwników
Od XIV wieku swoje wpływy w Azerbejdżanie i Anatolii umacniała religijna organizacja safawijje (od imienia założyciela Tarikatu Safi ad-Dina Iszaka), której członkowie byli też nazywani Kyzyłbaszami (dosłownie „czerwonymi głowami”, od koloru noszonych przez nich turbanów). Szybko stała się ona organizacją o charakterze politycznym, skupiającą wokół dziedzicznych przywódców początkowo siedem, później kilkanaście turkmeńskich koczowniczych plemion, które wspólnie stanowiły sporą siłę wojskową. Od XV wieku jednym z głównych łączących je czynników była wrogość w stosunku do centralizacyjnej polityki Turków Osmańskich, która była nie do pogodzenia z tradycyjnym koczowniczym stylem życia. Ten sprzeciw wobec Osmanów na płaszczyźnie doktrynalnej przyjmował postać radykalnego szyizmu, przyznającego przywódcom sekty status półboski, będącego nie do pogodzenia z osmańskim ortodoksyjnym sunnizmem. Przełomowym wydarzeniem w historii Kyzyłbaszy był podbój Szyrwanu w roku 1500 i pokonanie innej konfederacji turkmeńskich plemion, Ak Kojunlu, w roku 1501. Walczyli oni wtedy pod przywództwem Esma’ila, który po zajęciu w roku 1501 Tabrizu zaczął się tytułować szachinszachem, tym samym pretendując do władzy nad całym Iranem. W ciągu następnych kilku lat rzeczywiście udało mu się opanować większość terytoriów Persji, tak że stał się on założycielem dynastii Safawidów.
Prześladowania sunnitów w Persji i działalność safawidzkich agitatorów w Anatolii była źródłem ciągłych napięć pomiędzy Osmanami a Safawidami. Osmański sułtan Bajazyd II (1481–1512) był skłonny do zawarcia jakiegoś kompromisu, lecz jego propozycje Esma’il uznał za przejaw słabości. Już w roku 1507 armia safawidzka prowokacyjnie przekroczyła osmańską granicę. Zważywszy na to, że większość mieszkańców wschodniej Anatolii była popierającymi Kyzyłbaszów szyitami, dla Imperium Osmańskiego podporządkowanie lub najlepiej zniszczenie tego ruchu było sprawą o zasadniczym znaczeniu. W roku 1511 w Anatolii wybuchło powstanie Kyzyłbaszy, którego Esma’il jednak nie poparł, ponieważ nie odpowiadały mu jego radykalnie egalitarystyczne hasła. Powstanie stało się sygnałem do obalenia ugodowego Bajazyda przez frakcję wojskowych pod przywództwem jego syna Selima. Selim pokonał swoich braci, którzy również mieli ochotę na przejęcie tronu, oraz okrutnie stłumił powstanie Kyzyłbaszy, zabijając lub wtrącając do więzienia około 40 tysięcy członków organizacji. 20 marca 1514 roku wyruszył on przeciwko Esma’ilowi z ogromną armią liczącą około 140 tys. ludzi.
Ze względu na konieczność pozostawienia oddziałów osłonowych oraz kłopoty aprowizacyjne Selim musiał w trakcie marszu pozostawić około 40 tys. ludzi. Mimo to w trakcie pochodu przez Anatolię i Wyżynę Armeńską w kierunku Tabrizu armia nadal miała ogromne kłopoty z zaopatrzeniem. Z uwagi na skrajnie trudną sytuację wojska bejlerbej Karamanii Hamdam Pasza próbował przekonać Selima do powrotu do Stambułu, jednak ten dokonał na nim natychmiastowej egzekucji i kampania była kontynuowana. 1 lipca osmańska armia osiągnęła Sivas, lecz dalszy marsz był bardzo utrudniony, do czego oprócz naturalnych warunków geograficznych przyczyniło się stosowanie przez safawidzkiego gubernatora Diyarbakiru Mohammada-chana Ostadżlu taktyki spalonej ziemi. 22 sierpnia armia Osmanów osiągnęła równinę Czałdyran, gdzie czekało na nią liczące około 40 tys. żołnierzy wojsko safawidzkie pod wodzą samego Esma’ila. Dwóch jego dowódców świetnie znających osmańską taktykę, Mohammad-chan Ostadżlu i Nur Ali-chalife, naciskało na szacha żeby natychmiast zaatakował nieuszykowanego jeszcze przeciwnika. Ich rady zostały jednak w sposób brutalny odrzucone przez dworzanina Durmisz-chan Szamlu i samego Esma’ila, który uważał takie postępowanie za tchórzliwe. W związku z powyższym do bitwy doszło dopiero dnia następnego.
Bez wątpienia w chwili spotkania Selim nie dowodził już 100 tysiącami żołnierzy, ponieważ część z nich musiało wypaść z szeregów z powodu trudów kampanii. Trudno oszacować ilu, jednak Osmanowie i tak musieli znacznie przeważać nad nieprzyjacielem. Armie przeciwników bardzo różniły się od siebie. Wojsko Esma’ila miało charakter pospolitego ruszenia plemion znajdujących się w związku Kyzyłbaszów i niemal w całości składało się z lekkiej kawalerii wyposażonej w łuki i szable. Osmanowie mieli natomiast wyposażoną w broń palną piechotę, w tym elitarny korpus janczarów, rozbudowaną artylerię i kawalerię spahisów, a także jazdę rekrutowaną na podstawie systemu timarów. Nieregularna kawaleria i piechota, chociaż również istniały w osmańskiej armii, to nie odgrywały w niej zasadniczej roli.

## Bitwa
Selim w pierwszej linii ustawił nieregularną kawalerię i piechotę, za nią zaś janczarów przemieszanych z łucznikami i arkebuzerami. Przed tą drugą linią został pośpiesznie wykopany obronny rów. Skrzydła osmańskiej armii były chronione przez połączone łańcuchami wozy, a przed tymi wozami, na prawo i lewo od janczarów, była rozstawiona artyleria. Po przeciwnych stronach tej na wpół ufortyfikowanej pozycji byli rozstawieni spahisi i lekka kawaleria timariocka.
Safawidzi zaatakowali i odrzucili osmańską pierwszą linię, rozbili europejską kawalerię timariocką znajdującą się na tureckim prawym skrzydle, ale zostali odparci po ciężkiej walce przez timariotów azjatyckich lewego skrzydła. Spahisi i janczarzy trwali nieporuszeni, z powodzeniem odpierając ataki lewego skrzydła armii Esma’ila. Przez cały ten czas janczarzy i osmańska artyleria w miarę możliwości ostrzeliwali Kyzyłbaszów. W pewnym momencie tureckie lewe skrzydło zaatakowało niezaangażowaną dotychczas w walkę część armii Esma’ila, raniąc jego samego, co stało się sygnałem do ucieczki większości jego wojsk. Wygłodzeni żołnierze Selima zajęli safawidzki obóz, gdzie znaleźli żywność i zaopatrzenie. Straty obu stron nie są znane, ale prawdopodobnie mimo przegranej bitwy Kyzyłbasze nie stracili wyraźnie więcej ludzi niż ich przeciwnicy, większość z nich bowiem zdołała uciec z pola walki nie niepokojona przez zdecydowany pościg.

## Skutki bitwy
7 września Selim wkroczył do Tabrizu i rozpoczął prześladowania miejscowych szyitów. Planował on spędzić w nim zimę, a w następnym roku dokończyć podbój Persji. Jednak ponieważ w jego armii znajdowało się dużo szyitów, była ona bardzo zmęczona trudami kampanii, a utrzymanie tak dużej liczby ludzi w zniszczonym wojną regionie wydawało się niemożliwe, żołnierze Selima podnieśli bunt, który zmusił sułtana do zarządzenia odwrotu. W związku z powyższym bezpośrednie skutki zwycięstwa pod Czałdyranem były mniejsze niż mógłby na to wskazywać jego rozmiar – Osmanowie opanowali kurdyjskie państewka we wschodniej Anatolii oraz Diyarbakir, a także podporządkowali sobie emirat Dułkadyr. W ten sposób nie tylko znaleźli się w posiadaniu osłony przed inwazją ze wschodu, ale także zaczęli kontrolować szlaki handlu jedwabiem prowadzące z Tabrizu do Aleppo i Bursy. Wkrótce plemiona turkmeńskie z Anatolii, a zwłaszcza ze wschodniej jej części, rozpoczęły masową migrację do Iranu i Azerbejdżanu, gdzie zasilały armię Safawidów. Bitwa ukazała safawidzką militarną niższość i podważyła półboski status ich przywódcy. Esma’il był uważany przez Kyzyłbaszy jeśli nie za nieśmiertelnego, to przynajmniej niezwyciężonego i zdawał się szczerze podzielać to przekonanie. Teraz jego autorytet został poważnie nadszarpnięty i utracił on pewność siebie – przywdział żałobę i poza kilkoma wyjątkami już nie odważył się poprowadzić armii do walki. Co więcej stopniowo pogrążył się w pijaństwie. Szczególne więzi pomiędzy nim a Kyzyłbaszami zostały zerwane – utracili oni wiarę w jego półboski status, a przez to miejsce bezwzględnego posłuszeństwa zajęła zwyczajna niesubordynacja dbających głównie o interesy własnego plemienia koczowników. W związku z tym wszelkie zamiary odłączenia Anatolii od imperium osmańskiego musiały zostać przez Safawidów porzucone.